# Посудомоечная машина

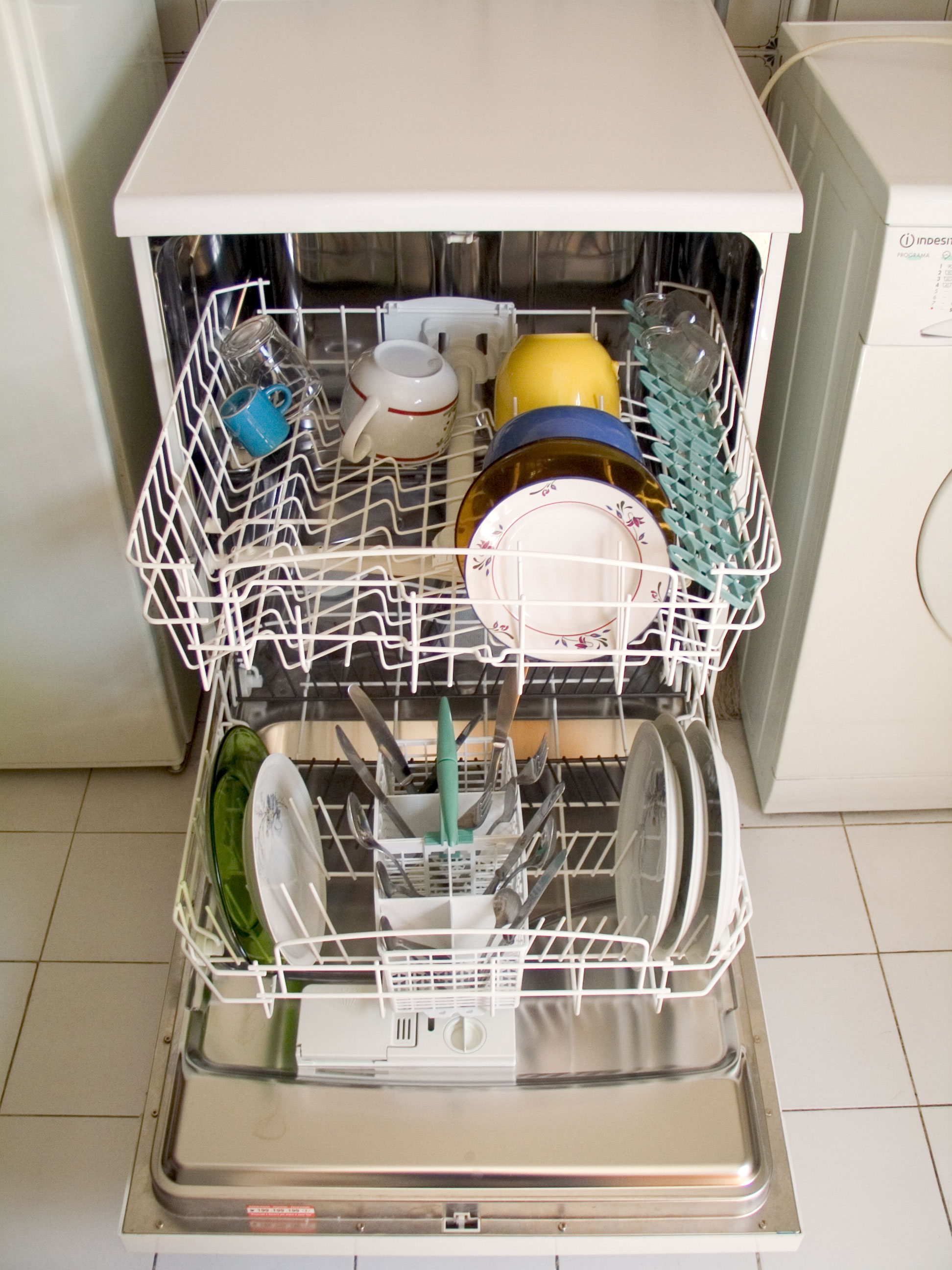
Посудомоечная машина

Посудомоечная машина — электромеханическая установка для автоматической мойки посуды. Применяется как в заведениях общественного питания, так и в домашних условиях.

## История

### Изобретение

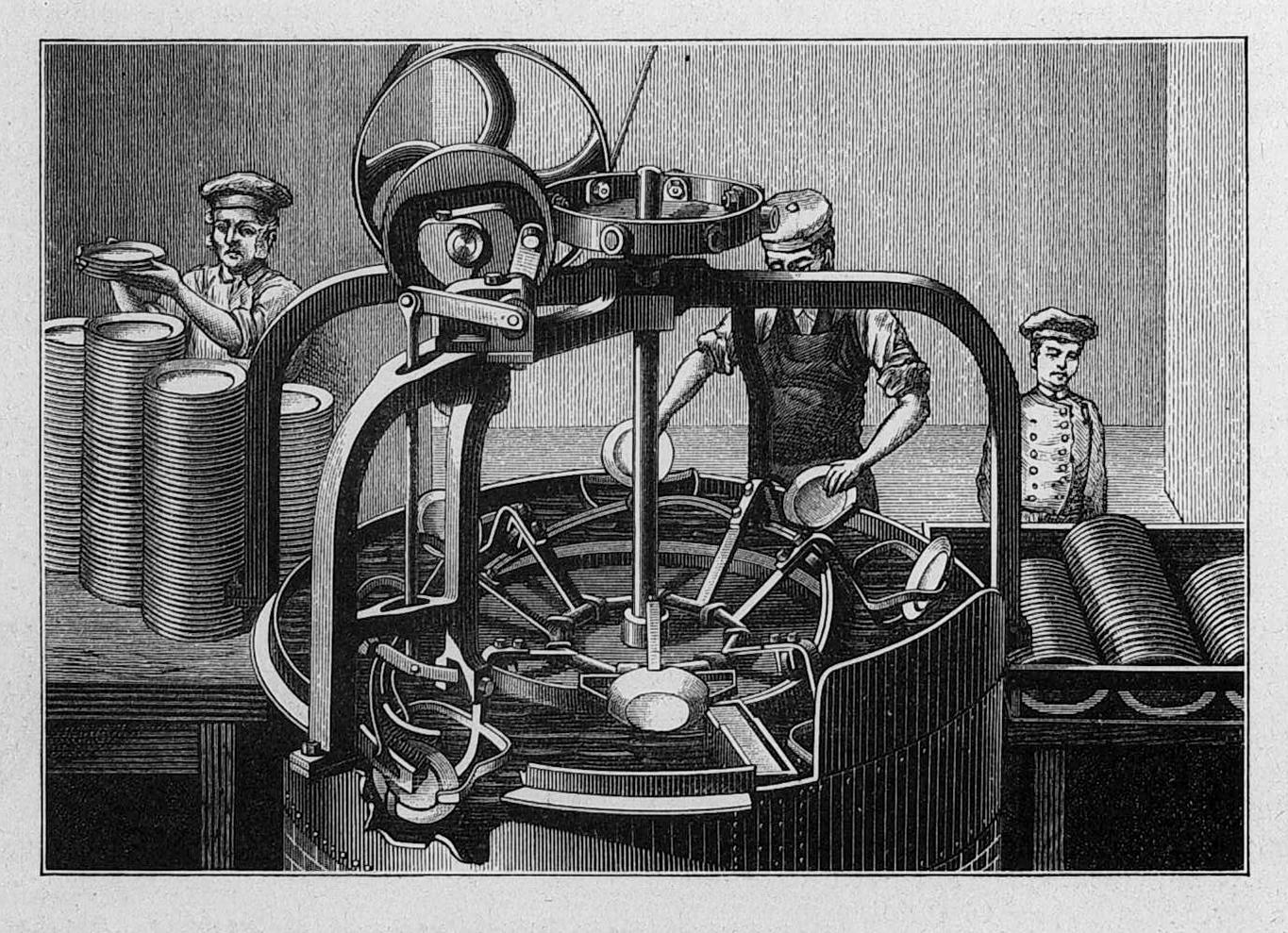
Рисунок посудомоечной машины (фантазия художника) 1885 год

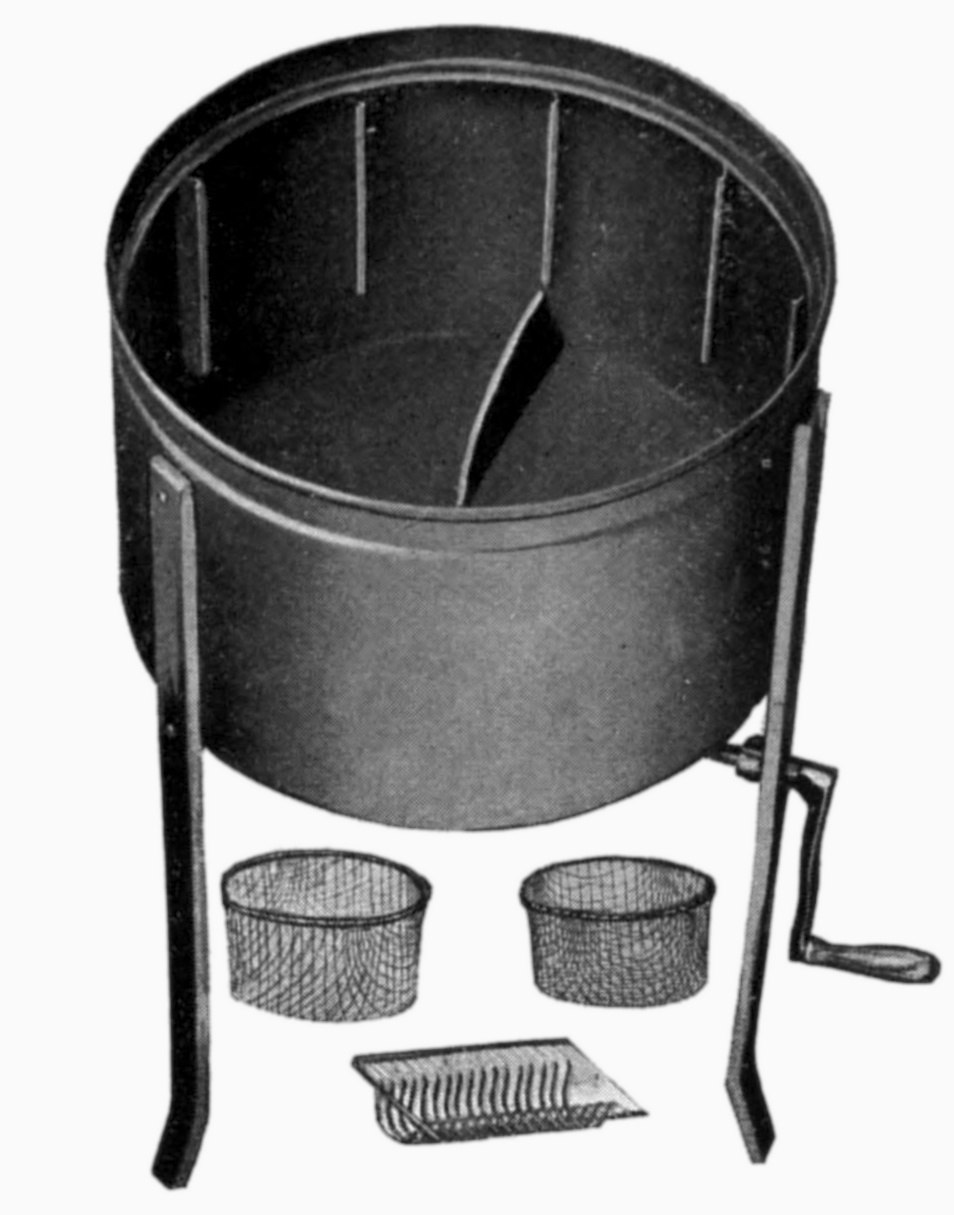
Посудомоечная машина с ручным приводом 1917 год

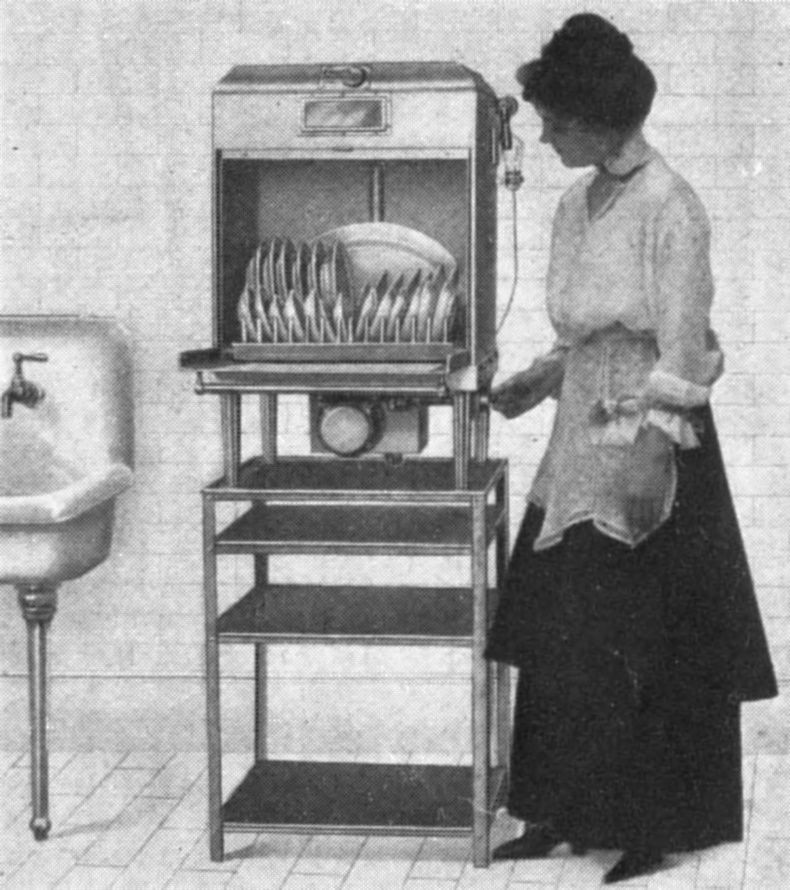
Электрическая посудомоечная машина 1917 год

В 1850 году некий Джоэль Гоутон придумал и запатентовал машину для мытья посуды с ручным приводом; сколько-нибудь заметного коммерческого воплощения это медленное и ненадёжное устройство не получило. Другой патент на похожую конструкцию был получен в 1865 неким Л. А. Александром, широкого распространения она также не имела.

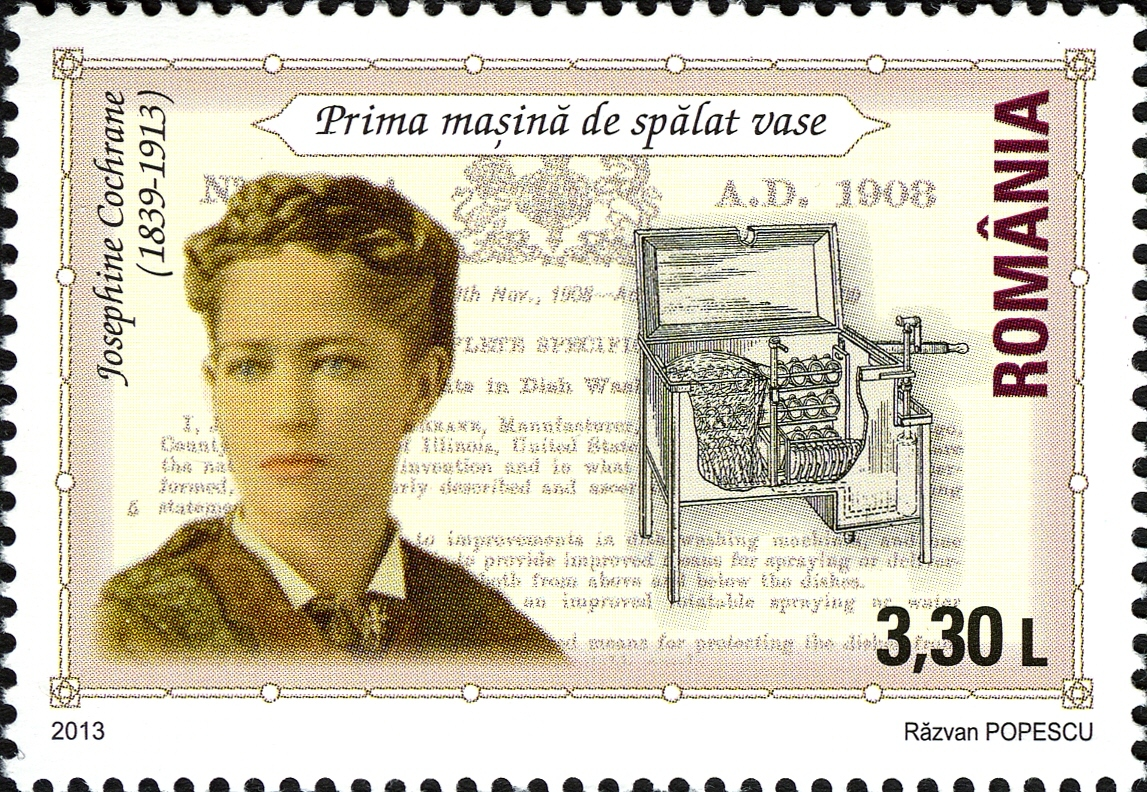
Джозефина Кокрейн и её посудомоечная машина

В 1887 году в Чикаго появилась первая годная к практическому использованию посудомоечная машина, созданная Джозефиной Кокрейн. Её дебют состоялся на Всемирной выставке в 1893 году. Машина также имела ручной привод, на смену которому вскоре пришли пар и электричество.
В 1924 году англичанин Уильям Говард Ливенс предложил первую посудомоечную машину, пригодную для домашнего использования. Она содержала практически все элементы современного устройства, включая фронтальную дверь для загрузки посуды, лоток и вращающийся распылитель.
В 1940 году в конструкцию была добавлена сушилка. Машина появилась одновременно с внедрением централизованного водопровода, что также способствовало её применению в домашних условиях.
Но, до 1950-х годов посудомоечные машины не находили широкого применения, оставаясь слишком дорогими для широких масс потребителей. 
Только к 1970-м годам они стали обычными в домах Северной Америки и Западной Европы.
В 2012 году ими были оборудованы более 75 % домов США и Германии.

### В СССР
В 1967 году была выпущена первая в СССР компактная посудомоечная машина на рижском заводе «Страуме», она была рассчитана на 12 тарелок, 4 стакана и 4 комплекта столовых приборов.
На белорусском заводе торгового оборудования в Гродно производились промышленные посудомоечные машины для общепита. Некоторые модели этого завода допускали и бытовое применение.
С 1980-х годов на авиазаводе в Минске выпускались посудомоечные машины «НЯМІГА МБП-86». Модель являлась промышленной и предназначалась для установки на предприятиях общественного питания, но имела небольшие размеры (440×490×580 мм). Интересно, что официально допускалось и её домашнее использование, в том числе для мытья тарелок.

## Подключение
У посудомоечной машины имеются заливной и сливной шланги, аналогичные таковым у стиральной машины, а посему её подключение к водопроводу и канализации аналогично.
Категорически запрещается производить подключение посудомоечной машины при вставленной вилке сетевого шнура в сеть во избежание поражения электрическим током!

## Принцип мойки
Подготовка. Посуда укладывается в корзины и лотки, предназначенные для посуды разных типов и по конструкции в целом похожие на элементарную подставку для сушки посуды. Выбирается программа мойки. В специальные контейнеры загружается (порошкообразное или таблетированное) моющее средство, либо подаётся концентрированная жидкость для мытья, предназначенная специально для посудомоечных машин.
Замачивание. Как и при ручной мойке для удаления присохших или пригоревших фрагментов пищи хорошо подходит замачивание. Посуда сбрызгивается холодной водой с малым количеством (или без) моющего средства и оставляется на некоторое время. Впоследствии, при мойке, отмокшие остатки удаляются гораздо легче.
Мойка. Процесс протекает следующим образом: вода требуемой температуры (в зависимости от выбранной программы мойки) с моющим средством под давлением тонкими струйками разбрызгивается вращающимися распылителями на посуду как снизу, так (в зависимости от модели) и сверху, смывая остатки пищи и жир.
Полоскание. По окончании процедуры мойки происходит несколько циклов полоскания чистой водой с добавлением ополаскивателя, благодаря которому на посуде после высыхания не остаётся следов от высохших капель воды.
Сушка. Затем, если машина обладает функцией сушки, посуда высушивается. Происходит это либо с помощью потока горячего воздуха (встречается реже), либо способом конденсации влаги. Последний способ реализован следующим образом. При последнем полоскании посуды происходит нагрев воды (и, как следствие, самой посуды). Затем вода удаляется, а стенки машины, которые остывают быстрее посуды, конденсируют на своих внутренних поверхностях испаряющуюся с горячей посуды влагу. Последняя стекает по стенкам в общий слив, откуда отработавший моющий раствор откачивается насосом в канализацию.

## Достоинства
- Поскольку человек не прикасается к посуде во время мойки, для неё могут быть использованы очень сильные моющие средства, которые при ручной мойке опасны для кожи (разъедают её).
- По той же причине возможна мойка и полоскание посуды при высокой температуре воды (≈55—65 °C).
- Расход воды ниже относительно ручной мойки (9[9] — 20[10] литров против 60 литров[11] для 12 комплектов[12] посуды). Экономия достигается за счет многократного использования одной и той же воды на каждом этапе мойки.
- Не требуется обязательного наличия горячего водоснабжения.
- Не требуется широкого ассортимента моющих и абразивных средств, губок, щеток и тому подобного. Достаточно специальной соли для смягчения воды и одного типа моющего средства.
- Роль человека в мытье посуды сводится к загрузке в машину грязной посуды, разгрузке чистой и добавлению моющего средства. Сам процесс не требует участия или наблюдения и может происходить в любое время.

## Недостатки
- Занимает место.
- Невозможность регулярной полноценной мойки некоторых типов посуды:
  - нестойких к повышенным температурам пластмассовых предметов;
  - деревянной утвари, которая может растрескаться или потерять роспись;
  - оловянных, серебряных, мельхиоровых или медных предметов - эти материалы могут реагировать с моющими веществами с образованием пятен химической коррозии или налета;
  - предметов из подверженных коррозии сплавов железа, в частности, незащищенного покрытиями чугуна;
  - хрустальной посуды с примесями свинца; промышленные машины (стаканомоечные) используют температуру ополаскивания 65 градусов Цельсия, таким образом они спроектированы для мытья стаканов, фужеров и предметов из тонкого стекла. В некоторых бытовых моделях также предусмотрена аналогичная программа для мойки предметов из тонкого стекла;
  - столовых приборов с деревянными, фарфоровыми, роговыми или перламутровыми ручками; старинной посуды, покрытие которой не является теплостойким; склеенной посуды.
- Машина требует подключения к электросети, рассчитанной на мощность порядка 2-3 киловатт.

## Дополнительное применение[13]
- Можно также применять для мойки корнеплодов (мойка без моющего средства)
- Мойки и стерилизации детских игрушек (допускающих мойку с высокой температурой)
- Мытьё расчёсок, резиновой обуви и даже некоторой одежды, например, бейсболок
- Готовка еды способом томления или на пару[14]

## Классификация
- Промышленные
- Домашние
  - Напольные
    - «Узкие», шириной 45 см (на 9—13 комплектов посуды)
    - «Полноформатные», шириной 60 см (на 7—16 комплектов посуды)

  - Настольные (на 4—6 комплектов посуды)

Домашние посудомоечные машины различают по:
- Вместительности;
- Размерам;
- Режимам работы (наличие ускоренной, био- и других типов программ мытья и ополаскивания);
- Шумности работы (часто посудомоечные машины запускают на ночь);
- Экономичности потребления воды;
- Экономичности потребления электроэнергии (от 0,57 до 1,7 кВт·ч для 1 цикла по стандартной программе[15]);
- Длительности моечного цикла (29-180 минут для стандартной программы[16]);
- Возможности встраивания в мебель:
  - отсутствует,
  - частичное,
  - полное;
- Возможность подключения к горячему водоснабжению[17];
- Типу загрузки:
  - с откидывающейся дверцей и выдвигающимися корзинами,
  - с выдвигающимися ящиками.

## Эксплуатация и уход
Мойка посуды в машинах, как правило, осуществляется с применением специальных порционных моющих средств. Средства для ручной мойки посуды не могут использоваться в машине так как сильно пенятся, что может нарушать нормальную работу датчика уровня воды и приводить к сухой работе циркуляционного насоса. Для легких загрязнений возможна мойка без использования химических средств, когда очистка ведется за счет омывания горячей водой. Тем не менее производители рекомендуют периодически пользоваться химическими средствами во избежание накопления жировых отложений в узлах машины.
Посудомоечная машина требует регулярной проверки и чистки фильтров. Для регионов с жесткой водой рекомендуется периодическая очистка машинки от накипи с помощью специально предназначенных для этого химических средств.